# Betziesdorf
Betziesdorf ist ein Stadtteil von Kirchhain im mittelhessischen Landkreis Marburg-Biedenkopf.

## Geographie

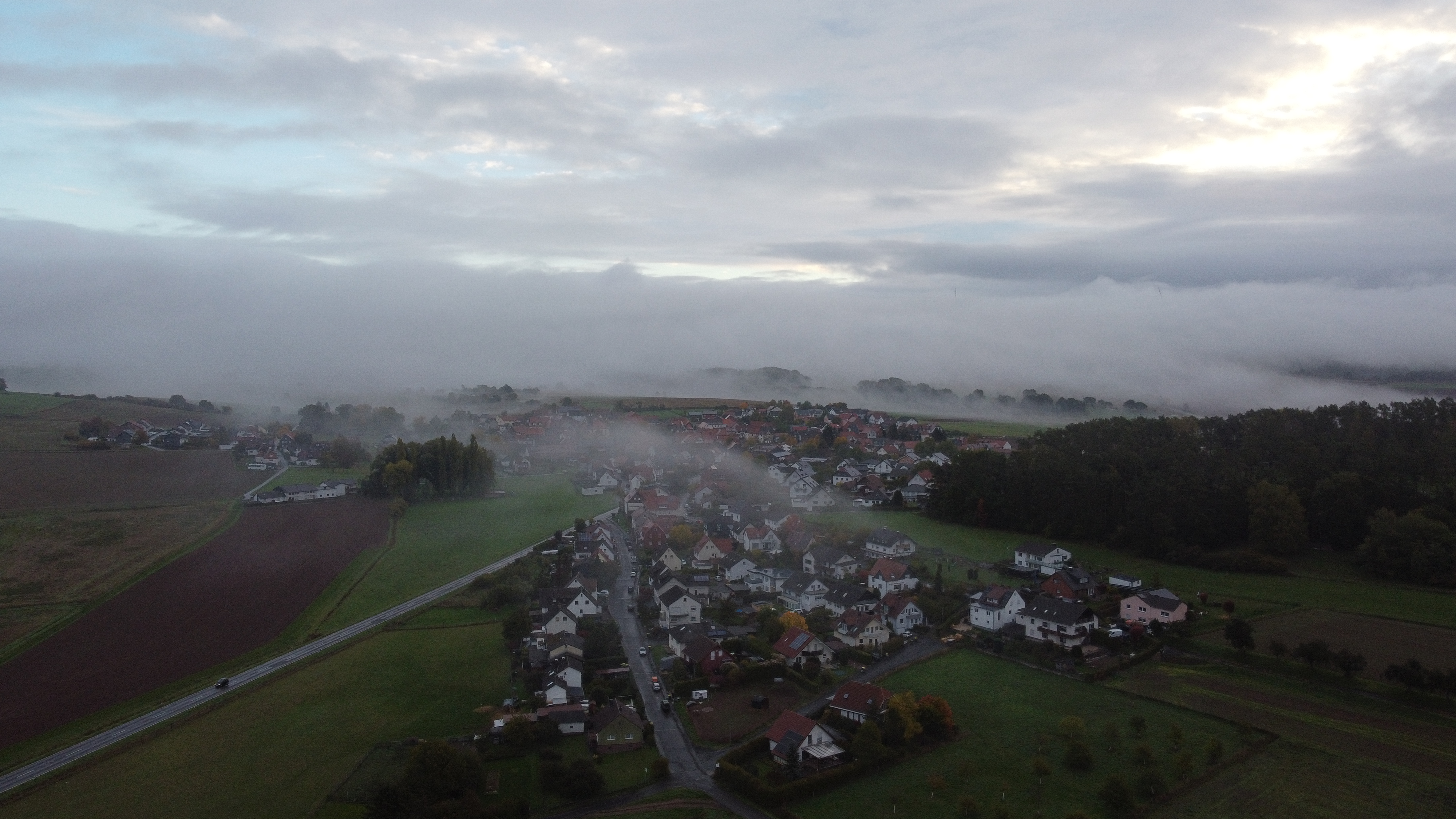
Luftaufnahme von Betziesdorf

Die nächsten Orte sind Sindersfeld, Anzefahr und Cölbe-Bürgeln. Betziesdorf liegt in der Nähe der Bundesstraße 62. Durch die Gemarkung des Orts fließt die Ohm, an deren Ufer die Hainmühle liegt.

## Geschichte

### Ortsgeschichte
In der Gemarkung des heutigen Orts liegen Funde von karolingischer Keramik, um 700, vor.
Vom 13. Dezember 1254 stammt die älteste bekannte Erwähnung unter dem Namen „Bezchindorph“, als das Kloster Haina hier Besitzungen erwarb. Das Marienstift Wetzlar und der Deutsche Orden waren im Ort begütert. Im Jahr 1366 wurde Betziesdorf das erste Mal als Sitz einer Pfarrei erwähnt.
Hessische Gebietsreform (1970–1977)
Zum 1. Februar 1971 wurde die bis dahin selbständige Gemeinde Betziesdorf im Zuge der Gebietsreform in Hessen auf freiwilliger Basis als Stadtteil in die Stadt Kirchhain eingegliedert. Für Betziesdorf, wie für alle ehemals eigenständigen Stadtteile von Kirchhain, wurde ein Ortsbezirk gebildet.

### Betziesdorfer Hexenprozesse
Gegen Ende des 17. Jahrhunderts kam es zu einer Reihe von Hexenprozessen gegen Frauen aus Betziesdorf, was dem Dorf eine traurige Berühmtheit bescherte. Am bekanntesten waren die Verfahren gegen Katharina Lips 1671 und 1673 und gegen ihre 17-jährige Enkelin Ännchen Schnabel 1673. Katharina Lips, die Ehefrau des Schulmeisters, war selbst durch fürchterlichste Folter nicht zu brechen und wurde letztlich freigelassen, aber aus der Landgrafschaft Hessen-Kassel verbannt. Ihre Enkelin hingegen konnte die Folter nicht durchstehen und wurde am 18. Mai 1674 durch das Schwert in Marburg hingerichtet. Der letzte der Betziesdorfer Hexenprozesse begann 1682 gegen Anna Katharina Wolff, auch sie Ehefrau des Dorfschullehrers, und endete am 16. Mai 1685 mit ihrer Ausweisung aus Hessen-Kassel.

### Verwaltungsgeschichte im Überblick
Die folgende Liste zeigt die Staaten und Verwaltungseinheiten, denen Betziesdorf angehört(e):
- vor 1567: Heiliges Römisches Reich, Landgrafschaft Hessen, Gericht Schönstadt[8]
- ab 1567: Heiliges Römisches Reich, Landgrafschaft Hessen-Marburg, Amt Marburg[9]
- 1604–1648: Heiliges Römisches Reich, strittig zwischen Landgrafschaft Hessen-Darmstadt und Landgrafschaft Hessen-Kassel (Hessenkrieg), Gericht Schönstadt
- ab 1648: Heiliges Römisches Reich, Landgrafschaft Hessen-Kassel, Amt Marburg
- ab 1806: Landgrafschaft Hessen-Kassel, Amt Marburg
- 1807–1813: Königreich Westphalen, Departement der Werra, Distrikt Marburg, Kanton Rosenthal
- ab 1815: Kurfürstentum Hessen, Amt Marburg[10]
- ab 1821: Kurfürstentum Hessen, Provinz Oberhessen, Kreis Marburg[11][Anm. 2]
- ab 1848: Kurfürstentum Hessen, Bezirk Marburg
- ab 1851: Kurfürstentum Hessen, Provinz Oberhessen, Kreis Marburg
- ab 1866: Königreich Preußen, Provinz Hessen-Nassau, Regierungsbezirk Kassel, Kreis Marburg
- ab 1871: Deutsches Reich, Königreich Preußen, Provinz Hessen-Nassau, Regierungsbezirk Kassel, Kreis Marburg
- ab 1918: Deutsches Reich, Freistaat Preußen, Provinz Hessen-Nassau, Regierungsbezirk Kassel, Kreis Marburg
- ab 1944: Deutsches Reich, Freistaat Preußen, Provinz Kurhessen, Landkreis Marburg
- ab 1945: Deutsches Reich, Amerikanische Besatzungszone, Groß-Hessen, Regierungsbezirk Kassel, Landkreis Marburg
- ab 1946: Deutsches Reich, Amerikanische Besatzungszone, Hessen, Regierungsbezirk Kassel, Landkreis Marburg
- ab 1949: Bundesrepublik Deutschland, Hessen, Regierungsbezirk Kassel, Landkreis Marburg
- ab 1971: Bundesrepublik Deutschland, Hessen, Regierungsbezirk Kassel, Landkreis Marburg, Stadt Kirchhain
- ab 1974: Bundesrepublik Deutschland, Hessen, Regierungsbezirk Kassel, Landkreis Marburg-Biedenkopf, Stadt Kirchhain
- ab 1981: Bundesrepublik Deutschland, Hessen, Regierungsbezirk Gießen, Landkreis Marburg-Biedenkopf, Stadt Kirchhain

### Gerichte seit 1821
Mit Edikt vom 29. Juni 1821 wurden in Kurhessen Verwaltung und Justiz getrennt. Der Kreis Kirchhain war für die Verwaltung und das Landgericht Marburg war als Gericht erster Instanz für Betziesdorf zuständig. Nach der Annexion Kurhessens durch Preußen erfolgte am 1. September 1867 die Umbenennung des bisherigen Landgerichts Marburg in Amtsgericht Marburg. Auch mit dem Inkrafttreten des Gerichtsverfassungsgesetzes von 1879 blieb das Amtsgericht unter seinem Namen bestehen.

## Bevölkerung

### Einwohnerstruktur 2011
Nach den Erhebungen des Zensus 2011 lebten am Stichtag dem 9. Mai 2011 in Betziesdorf 741 Einwohner. Darunter waren 12 (1,6 %) Ausländer. Nach dem Lebensalter waren 132 Einwohner unter 18 Jahren, 318 zwischen 18 und 49, 153 zwischen 50 und 64 und 144 Einwohner waren älter. Die Einwohner lebten in 318 Haushalten. Davon waren 102 Singlehaushalte, 87 Paare ohne Kinder und 99 Paare mit Kindern sowie 24 Alleinerziehende und 3 Wohngemeinschaften. In 66 Haushalten lebten ausschließlich Senioren und in 219 Haushaltungen lebten keine Senioren.

### Einwohnerentwicklung
| Quelle: Historisches Ortslexikon | |
| • 1577:                          | 41 (19 landgräfliche) Hausgesesse |
| • 1585:                          | 41 Hausgesessene |
| • 1630:                          | 22 (12 landgräfliche) Hausgesessene. landgräflich: 2 vierspännige, 1 dreispänniger, 2 zweispännige, 4 einspännige Ackerleute, 2 Einläuftige. |
| • 1681:                          | 20 hausgesessene Mannschaften (landgräflicher Anteil)                                                                                        |
| • 1746:                          | 222 Einwohner |
| • 1838:                          | Familien: 36 nutzungsberechtigte, 16 nicht nutzungsberechtigte Ortsbürger, 12 Beisassen.                                                     |

| Betziesdorf: Einwohnerzahlen von 1834 bis 2019 | Betziesdorf: Einwohnerzahlen von 1834 bis 2019 | Betziesdorf: Einwohnerzahlen von 1834 bis 2019 | Betziesdorf: Einwohnerzahlen von 1834 bis 2019 | Betziesdorf: Einwohnerzahlen von 1834 bis 2019 |
| --- | ---------------------------------------------- | ---------------------------------------------- | ---------------------------------------------- | ---------------------------------------------- |
| Jahr |                                                |                                                |                                                | Einwohner                                      |
| 1834 | 1834                                           |                                                | 391                                            | 391                                            |
| 1840 | 1840                                           |                                                | 434                                            | 434                                            |
| 1846 | 1846                                           |                                                | 444                                            | 444                                            |
| 1852 | 1852                                           |                                                | 468                                            | 468                                            |
| 1858 | 1858                                           |                                                | 442                                            | 442                                            |
| 1864 | 1864                                           |                                                | 446                                            | 446                                            |
| 1871 | 1871                                           |                                                | 396                                            | 396                                            |
| 1875 | 1875                                           |                                                | 387                                            | 387                                            |
| 1885 | 1885                                           |                                                | 398                                            | 398                                            |
| 1895 | 1895                                           |                                                | 341                                            | 341                                            |
| 1905 | 1905                                           |                                                | 417                                            | 417                                            |
| 1910 | 1910                                           |                                                | 447                                            | 447                                            |
| 1925 | 1925                                           |                                                | 456                                            | 456                                            |
| 1939 | 1939                                           |                                                | 550                                            | 550                                            |
| 1946 | 1946                                           |                                                | 761                                            | 761                                            |
| 1950 | 1950                                           |                                                | 765                                            | 765                                            |
| 1956 | 1956                                           |                                                | 696                                            | 696                                            |
| 1961 | 1961                                           |                                                | 670                                            | 670                                            |
| 1967 | 1967                                           |                                                | 711                                            | 711                                            |
| 1980 | 1980                                           |                                                | ?                                              | ?                                              |
| 1990 | 1990                                           |                                                | ?                                              | ?                                              |
| 2000 | 2000                                           |                                                | ?                                              | ?                                              |
| 2011 | 2011                                           |                                                | 741                                            | 741                                            |
| 2015 | 2015                                           |                                                | 734                                            | 734                                            |
| 2019 | 2019                                           |                                                | 738                                            | 738                                            |
| Datenquelle: Historisches Gemeindeverzeichnis für Hessen: Die Bevölkerung der Gemeinden 1834 bis 1967. Wiesbaden: Hessisches Statistisches Landesamt, 1968. Weitere Quellen: LAGIS; Stadt Kirchheim:; Zensus 2011 |                                                |                                                |                                                |                                                |

### Historische Religionszugehörigkeit
| Quelle: Historisches Ortslexikon |                                                                                             |
| • 1861:                          | 438 lutheranische, ein katholischer, 4 jüdische Einwohner.                                  |
| • 1885:                          | 085 evangelische (= 96,73 %), ein katholischer (= 0,25 %), 12 jüdische (= 3,02 %) Einwohner |
| • 1961:                          | 613 evangelische (= 91,49 %), 51 katholische (= 7,61 %) Einwohner                           |

### Historische Erwerbstätigkeit
| Quelle: Historisches Ortslexikon | |
| • 1746:                          | Erwerbspersonen: 6 Schmiede (5 nur Eigenbedarf), ein Wagner, ein Maurer, ein Schneider, drei Leineweber, zwei Wirte, zwei Müller, ein Tagelöhner, eine Näherin, ein Viehhändler (Jude). |
| • 1838:                          | Familien: 28 Ackerbau, 18 Gewerbe, 18 Tagelöhner |
| • 1961:                          | Erwerbspersonen: 144 Land- und Forstwirtschaft, 126 Produzierendes Gewerbe, 44 Handel und Verkehr, 30 Dienstleistungen und Sonstiges.                                                   |

## Politik
Ortsbeirat
Für den Stadtteil Betziesdorf besteht ein Ortsbezirk mit Ortsbeirat und Ortsvorsteher nach der Hessischen Gemeindeordnung. Er umfasst das Gebiet der ehemaligen Gemeinde Betziesdorf.
Der Ortsbeirat besteht aus sieben Mitgliedern. Bei den Kommunalwahlen in Hessen 2021 betrug die Wahlbeteiligung zum Ortsbeirat 55,21 %. Alle Kandidaten gehörten der „Bürgerlist Betziesdorf“ an. Der Ortsbeirat wählte Dieter Tourte zum Ortsvorsteher.
Partnerschaften
Der Stadtteil lebt seit 1966 in Partnerschaft mit Plomelin in der Bretagne (Frankreich), wobei die offizielle Städtepartnerschaft mit der Eingemeindung Betziesdorf auf die Stadt Kirchhain übergegangen ist.

## Kultur und Sehenswürdigkeiten

### Bauwerke

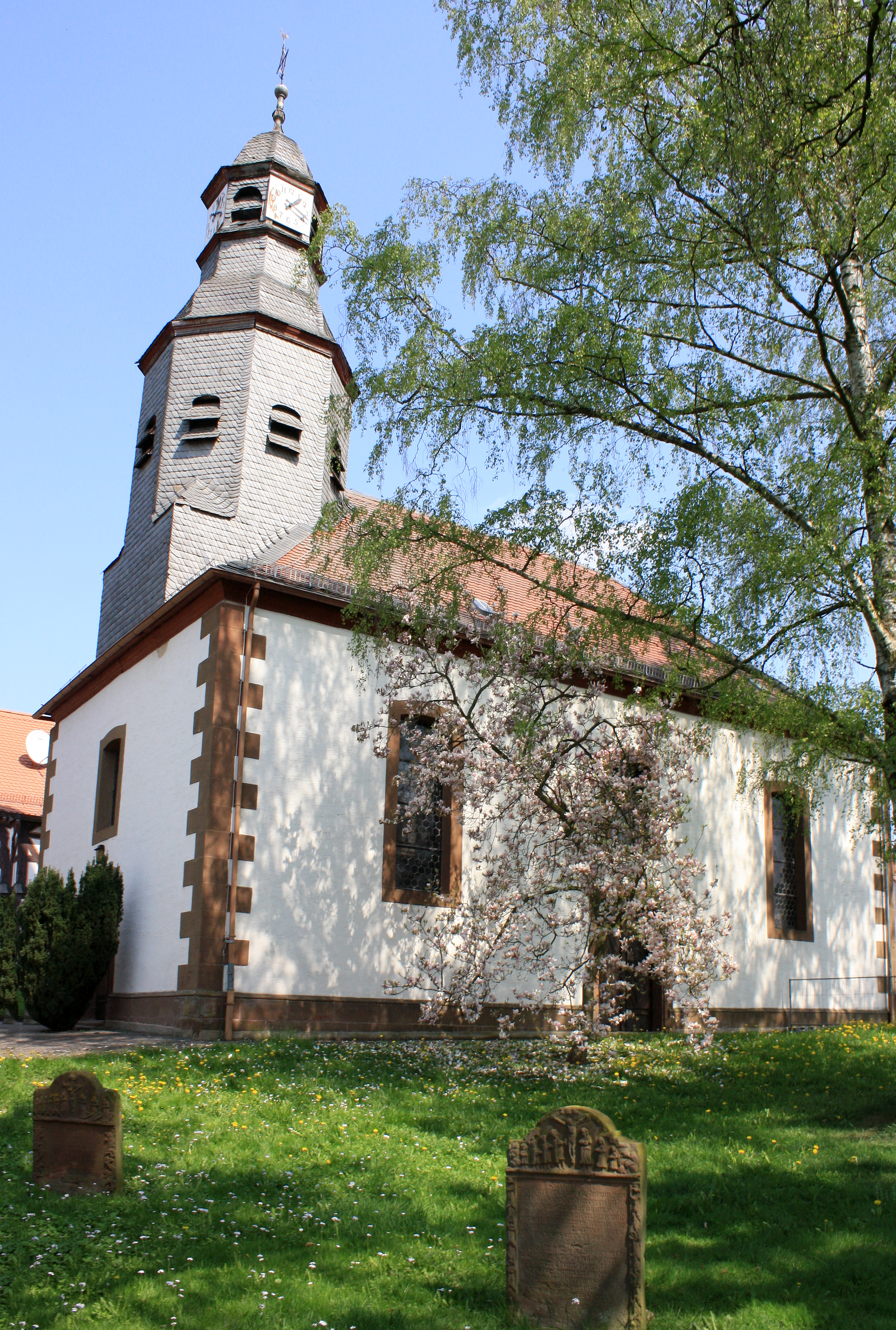
Kirche in Betziesdorf

Im Ort steht eine spätbarocke Pfarrkirche, die 1789 erbaut wurde. Ihr Vorgängerbau wurde 1216 geweiht und 1516 umgebaut. Die Kirche ist von einer polygonalen Mauer umgeben, die im 15./16. Jahrhundert zu einer Wehranlage ausgebaut worden war. Das 1516 erbaute Portal der alten Kirche wurde in die Wehrmauer versetzt.
Nahe Betziesdorf lag die Hunburg.

### Sport
Die Fußballmannschaft des TSV Germania Betziesdorf spielt in der Kreisliga B Marburg.

## Söhne und Töchter des Ortes
- Katharina Lips (um 1625–unbekannt), wurde 1673 und 1674 in einem Hexenprozess der Folter unterworfen.